# SN 1995bc
SN 1995bc – supernowa typu II odkryta 1 grudnia 1995 roku w galaktyce A095143+4018. W momencie odkrycia miała maksymalną jasność 18,50m.